# Muo
Muo (srbsky Муо) je vesnice a přímořské letovisko v Černé Hoře, nacházející se u zálivu Boka Kotorska. Je součástí opčiny města Kotor, od něhož se nachází asi 2 km severozápadně. V roce 2003 zde žilo celkem 677 obyvatel.
Sousedními letovisky jsou Prčanj a Škaljari.